# 阿勒腾席热镇
阿勒腾席热镇，是中华人民共和国内蒙古自治区鄂尔多斯市伊金霍洛旗下辖的一个乡镇级行政单位。

## 行政区划
阿勒腾席热镇下辖以下地区：
第一社区、第二社区、第三社区、第四社区、第五社区、第六社区、第七社区、第八社区、第九社区、第十社区、第十一社区、第十二社区、第十三社区、第十四社区、查干庙村、红海子村、曼赖村、柳沟村、车家渠村、掌岗图村、桑盖村和瓦窑圪台村。